# سان گابریل جنوبی (کالیفرنیا)
سان گابریل جنوبی (به انگلیسی: South San Gabriel) یک منطقهٔ مسکونی در ایالات متحده آمریکا است که در شهرستان لس‌آنجلس، کالیفرنیا واقع شده‌است. سان گابریل جنوبی ۲٫۱۵۸ کیلومتر مربع مساحت و ۸٬۰۷۰ نفر جمعیت دارد و ۸۳ متر بالاتر از سطح دریا قرار دارد.